# Kai Bahlmann
Kai Bahlmann (* 29. Januar 1927 in Düsseldorf; † 28. Mai 2009) war ein deutscher Jurist und Richter am Europäischen Gerichtshof.
Bahlmann studierte von 1947 bis 1951 Rechtswissenschaften an den Universitäten Köln, Bonn und Freiburg und absolvierte zwischen 1952 und 1956 sein Gerichtsreferendariat. 1956 wurde er Gerichtsassessor beim Oberlandesgericht Köln. Beim Bundesverfassungsgericht war er 1958–1960 als wissenschaftlicher Mitarbeiter tätig; 1959 wurde er Landgerichtsrat am Landgericht Köln. 1961 wechselte Bahlmann ins Bundesministerium der Justiz, Abteilung für Öffentliches Recht, deren Leiter er 1969 wurde. Vom 7. Oktober 1982 bis zum 6. Oktober 1988 war er Richter am Europäischen Gerichtshof in Luxemburg.